# Władimir Trubnikow
Władimir Matwiejewicz Trubnikow (ros. Владимир Матвеевич Трубников, ur. 1 maja 1907 w Juzowce, zm. w kwietniu 1979 w Kujbyszewie) – funkcjonariusz radzieckich organów bezpieczeństwa, generał major, ludowy komisarz spraw wewnętrznych Mołdawskiej ASRR (1939–1940).

## Życiorys
W latach 1927–1928 uczeń szkoły budownictwa partyjnego i radzieckiego i równocześnie sekretarz komitetu Komsomołu w kopalni, 1928 wstąpił do WKP(b), 1928–1933 studiował w Charkowskim Instytucie Politechnicznym. Działacz górniczych związków zawodowych, od lipca 1934 do kwietnia 1935 słuchacz Centralnej Szkoły Głównego Zarządu Bezpieczeństwa Państwowego, później pełnomocnik Oddziału V i pomocnik pełnomocnika operacyjnego Wydziału Ekonomicznego Głównego Zarządu Bezpieczeństwa Państwowego, operacyjny pełnomocnik Wydziału Ekonomicznego, funkcjonariusz Oddziału III Miejskiego Wydziału NKWD w Mariupolu, 11 grudnia 1935 mianowany sierżantem bezpieczeństwa państwowego. Od maja do listopada 1938 szef rejonowego oddziału NKWD w Śnieżnem, od listopada 1938 do lipca 1939 szef rejonowego oddziału NKWD w Rybnicy, od 22 czerwca 1939 starszy porucznik bezpieczeństwa państwowego. Od lipca do września 1939 zastępca ludowego komisarza, a od 3 września 1939 do 7 sierpnia 1940 ludowy komisarz spraw wewnętrznych Mołdawskiej ASRR. Od 7 sierpnia 1940 do 28 marca 1941 szef Zarządu NKWD obwodu żytomierskiego, od 15 kwietnia do 28 lipca 1941 szef Zarządu NKWD obwodu czerniowieckiego, od 28 kwietnia 1941 kapitan bezpieczeństwa państwowego, od 28 lipca 1941 do 1 lutego 1942 szef Wydziału Specjalnego NKWD 40 Armii, w lutym-kwietniu 1942 w rezerwie kadr NKWD Ukraińskiej SRR. Od 28 kwietnia 1942 do 1 kwietnia 1943 zastępca szefa Zarządu Wojsk Ochrony Tyłów Frontu Południowego i Woroneskiego ds. pracy operacyjno-czekistowskiej, 11 lutego 1943 mianowany podpułkownikiem, a 5 marca 1943 pułkownikiem bezpieczeństwa państwowego. Od 1 kwietnia do 11 sierpnia 1943 zastępca szefa Wydziału ds. Jeńców Wojennych i Internowanych NKWD ds. pracy operacyjno-czekistowskiej, od 11 sierpnia 1943 do 9 października 1944 szef Zarządu NKWD obwodu archangielskiego, 20 marca 1944 mianowany komisarzem bezpieczeństwa państwowego, od 9 października 1944 do 10 stycznia 1947 szef Zarządu NKWD/MSW obwodu rówieńskiego, 9 lipca 1945 mianowany generałem majorem NKWD, od 8 stycznia 1947 do 25 czerwca 1948 szef Zarządu NKWD obwodu lwowskiego. Od 25 czerwca 1948 do 28 listopada 1949 minister spraw wewnętrznych Kirgiskiej SRR, od listopada 1949 do lutego 1950 w dyspozycji Zarządu Kadr MSW ZSRR, od lutego 1950 do listopada 1951 zastępca szefa Zarządu MSW obwodu kujbyszewskiego, od listopada 1951 do grudnia 1952 I zastępca szefa Zarządu Poprawczego Obozu Pracy i Kujbyszewskiej Elektrowni Wodnej, w lutym-marcu 1953 zastępca szefa Poprawczego Obozu Pracy Budowy Kopalń Żelaza MSW, od 19 marca do 11 czerwca 1953 szef Zarządu MSW obwodu tarnopolskiego, następnie w dyspozycji MSW Ukraińskiej SRR, 14 grudnia 1953 zwolniony „z powodu dyskredytacji”.

## Odznaczenia
- Order Czerwonego Sztandaru (24 lutego 1942)
- Order Wojny Ojczyźnianej I klasy (dwukrotnie - 1 maja 1944 i 2 marca 1945)
- Order Czerwonego Sztandaru Pracy (23 stycznia 1948)
- Medal „Za Odwagę”
- Medal „Za zwycięstwo nad Niemcami w Wielkiej Wojnie Ojczyźnianej 1941–1945”
- Odznaka „Zasłużony Funkcjonariusz NKWD” (dwukrotnie - 28 maja 1941 i 18 lutego 1946)